# Belonogaster apicalis
Belonogaster apicalis är en getingart som beskrevs av Henri Saussure 1900. Belonogaster apicalis ingår i släktet Belonogaster och familjen getingar. Inga underarter finns listade.